# Dooley Wilson

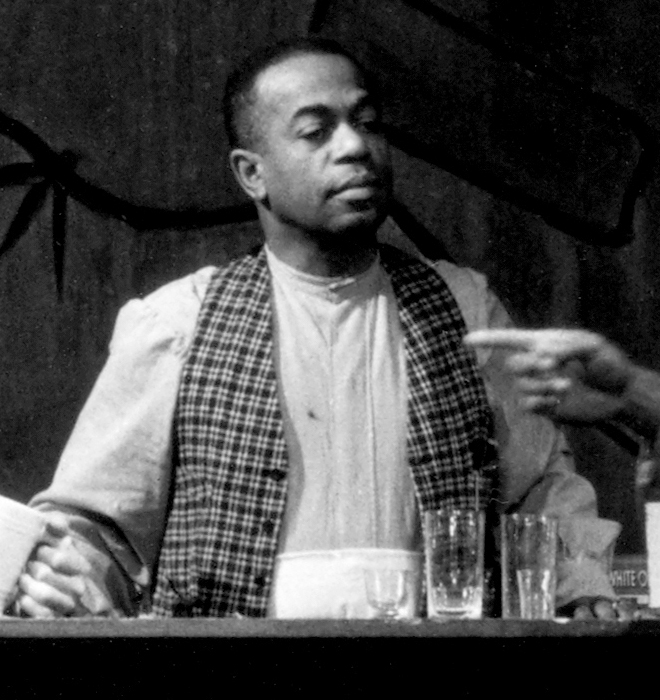
Dooley Wilson 1937 im Einakter The Long Voyage Home

Dooley Wilson (eigentlich: Arthur Wilson; * 3. April 1886 in Tyler, Texas, USA; † 30. Mai 1953 in Los Angeles, Kalifornien, USA) war ein US-amerikanischer Film- und Theaterschauspieler sowie Jazzmusiker. Berühmt wurde er durch seine Rolle als Pianist Sam im Kultfilm Casablanca (1942) und somit auch als Interpret des  im Film gespielten Liedes As Time Goes By.

## Leben und Karriere
Dooley Wilson wurde 1886 in Texas geboren, sein exaktes Geburtsjahr gab lange Zeit Anlass zu Spekulationen. Wurde in einigen Büchern das Jahr 1886 genannt, in welchem der Afroamerikaner geboren wurde, war es in anderen Quellen 1894. Erst sein Grabstein im Angelus Rosedale Cemetery in Los Angeles beendete die Kontroverse, da hier deutlich das Jahr 1886 zu lesen war. Bereits mit 12 Jahren stand Wilson als Balladensänger auf der Bühne und wurde um 1908 ein bekanntes Gesicht auf New Yorker und Chicagoer Bühnen. Sein Pseudonym Dooley stammte aus jener Zeit und kam daher, da er im Peking Theatre in Chicago stets den Song Mr. Dooley zum Besten gab. Als Mr. Dooley hatte sich Wilson das Gesicht weiß gefärbt, und mimte auf der Bühne einen Iren; ein Part, der Wilsons Popularität steigerte.
Neben der Theaterarbeit ging Wilson in den 1920er Jahren auch mit der Jazzband Red Devils in den USA wie auch in Europa und Nordafrika auf Tournee. Ab den 1930er Jahren fokussierte er seine Arbeit auf Musicals und gelegentlich auf Spielfilme. Zu seinen bekanntesten Filmen zählt das 1942 produzierte Filmdrama Casablanca, für den der Schauspieler extra das Klavierspielen erlernen musste. Obgleich Wilsons Gage nur 350 US-Dollar pro Woche betrug, zählt seine Nebenrolle des Pianisten Sam zur kostspieligsten der gesamten Produktion. Er selbst sang zahlreiche Lieder, die in Casablanca vorkommen, darunter It Had to Be You, Knock on Wood und das weltberühmte As Time Goes By, das im Dezember 1977 Platz 15 der britischen Charts erreichte.
Dennoch war das Theater seine wahre Leidenschaft. So war er ein Star am Broadway und am Federal Theatre. Mit John Houseman und Orson Welles stand er 1940 als Little Joe in Cabin in the Sky auf der Bühne, und mimte 1946 einen entlaufenen Sklaven in Bloomer Girl. Ab 1952 stand Wilson in Beulah, einer der ersten Fernsehserien mit überwiegend afroamerikanischen Schauspielern, vor der Kamera; es sollte einer seiner letzten beruflichen Höhepunkte darstellen.
Dooley Wilson war mit der zwei Jahre jüngeren Estelle verheiratet. Das Paar hatte keine Kinder. Er starb 1953 im Alter von 67 Jahren; seine Frau starb 1971.

## Filmografie (Auswahl)
- 1939: Keep Punching
- 1942: Casablanca
- 1942: Liebling, zum Diktat (Take a Letter, Darling)
- 1943: Der Tänzer auf den Stufen (Stormy Weather)
- 1943: Higher and Higher
- 1949: Vor verschlossenen Türen (Knock on Any Door)
- 1949: …und der Himmel lacht dazu (Come to the Stable)
- 1949: Flitterwochen mit Hindernissen (Tell It to the Judge)
- 1949: Liebe auch ohne Patent (Free for All)
- 1950: Entgleist (No Man of Her Own)
- 1951: Die Faust der Vergeltung (Passage West)